# Robinson soll nicht sterben
Robinson soll nicht sterben (bra Um Pequeno Canto do Paraíso) é um filme alemão de 1957, do gênero comédia dramática, dirigido por Josef von Báky e estrelado por Romy Schneider, Horst Buchholz e Erich Ponto.